# Iberoneta
Iberoneta Deeleman-Reinhold, 1984 è un genere di ragni appartenente alla famiglia Linyphiidae.

## Distribuzione
L'unica specie oggi attribuita a questo genere è stata reperita in Spagna: è un endemismo di una grotta di Benaoján, comune andaluso.

## Tassonomia
A dicembre 2011, si compone di una specie:
- Iberoneta nasewoa Deeleman-Reinhold, 1984[4] — Spagna